# サラグモ科
サラグモ科（サラグモか、Linyphiidae）は、節足動物門鋏角亜門クモ綱クモ目の群のひとつである。100属200種を越える大きな群である。全体に小型種が多く、大きいものでも体長1cmに達するものはなく、もっと小さい2-3mmの種類が非常に多い。細かに糸を重ねて作られたシートを中心とする網を張る造網性のクモ類である。大きい方の種ではその網が皿状に見えることからこの名がある。

## 特徴
ややきゃしゃな体型のクモである。頭胸部は楕円形、眼は八眼二列、前中眼は黒い。歩脚は細長く、前後に伸びる。
腹部はほぼ楕円形、あるいは後方がやや幅広い卵形。特殊な盛り上がりなどはなく、前端がやや胸を覆うように出る程度。
以上は主として雌成虫の特徴である。雄は雌とほぼ同じ姿ながらやや小柄で細みのものが多いほか、体色がより黒っぽいなど、色が異なる例がある。一部のもの、特に小型種では雄の頭部が盛り上がり、コブやら角やら奇妙な形になっている等、はっきりした性的二形を示す例がある。

## 網
皿蜘蛛の名は網の形からきている。その典型は Lnyphia属のものに見られる。たとえばアシナガサラグモでは草の間に手のひらサイズの網を張るが、全体には上下に張り巡らされた足場の中に、上がふくらんだ球面の一部のような、伏せた皿型の糸の膜が固定されたような形をしている。この糸の膜は粘り気のない細い糸が張り合わされたもので、糸の重ね方には格子状等はっきりしたパターンは見えない。このように、網の本体が皿状であることからこの型の網を皿網（さらあみ）と言う。

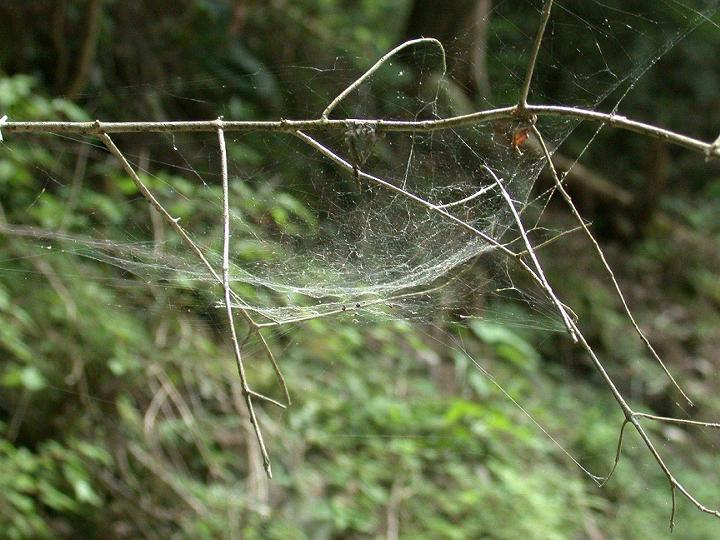
受け皿タイプ（クスミサラグモ）

これ以外のサラグモ類の網は、この形でなければこの型と中央の膜の形の異なったものである。たとえばハンモックサラグモの網は膜の中央が下にへこんだ受け皿の型である。特にはっきりした凹凸がなく平面的な膜が作られる場合、これをシート網ということもある。アシヨレグモではシート網の片側が樹木の幹に取り付けられていて、クモは樹皮の隙間に隠れる。小型の種では土壌表面の凹凸の間にシートを広げるものも多い。一部の種では網を張らない状態でよく発見されるが、これが網を張らずに生活しているのか、餌をとる時には網を張るのかはよく分かっていない。
クモはこのシートの下側にとまる。皿網の場合、皿の中央にぶら下がるようにとまっているのが普通である。これは受け皿でも伏せ皿でも同じであるが、例外としてツリサラグモのように受け皿の皿網で、網の上面にとまっている例もある。
なお、ヒメグモ科のヒメグモなども不規則網とは言われるがその中央にはっきりしたシートを張っている。ただし、クモはシートから離れた上の方にとまっているのが普通である。立体的なシートや皿を作るものとしては、他にスズミグモ類がある。この場合、シートは格子状に張られた糸で作られている点が大きく異なり、これは円網の変形と見られる。

## 人間との関係
多くのものはあまり関わりがない。大きいものでも目立つほどではないし、小さなものはまず目に止まらない。しかし、小型の種にはセスジアカムネグモのように耕作地でかなりの高密度で生息するものがあり、農業害虫の天敵として重要な役割を持っていると考えられる。

## 分類
かつては小型種をコサラグモ科(Erigonidae)に分けたが、現在ではまとめて一科とする。種類が多い上に、小型の種が多く、詳細はまだ十分に研究されていない面もあり、体系の変更も頻繁に行われた歴史がある。ここでは小野編著(2009)から日本産の属を上げておく。

### コサラグモ亜科
- Erigonidae コサラグモ亜科
  - Maso スンデファルコサラグモ属：スンデファルコサラグモ
  - Pocadicemis コロポックルサラグモ属：コロポックルサラグモ
  - Pelecopsis コブヌカグモ属：ズグロコブヌカグモ
  - Thyreosthenius ヤドリサラグモ属：ヤドリサラグモ
  - Evancia アリノスヌカグモ属：アリノスヌカグモ
  - Nematogmus サナダグモ属：チビアカサラグモ・ズダカサラグモ
  - Hypselistes ツノタテグモ属：ツノタテグモ
  - Tiso ドヨウヌカグモ属：ドヨウヌカグモ
  - Ceratinella ハラカタグモ属：ハラカタグモ
  - Ceratinopsis イソヌカグモ属：イソヌカグモ
  - Tapinocyba ヤマジコナグモ属：ヤマジコナグモ
  - Callitrichia タイワンコブヌカグモ属：タイワンコブヌカグモ
  - Orientopus アバタムナキグモ属：アバタムナキグモ
  - Dicoruna ヒコサンヌカグモ属：ヒコサンヌカグモ
  - Gonatium ケズネグモ属：アリマケズネグモ
  - Parhypomma ナラヌカグモ属：ナラヌカグモ
  - Mecopisthes トクモトコサラグモ属：トクモトコサラグモ
  - Metopobactrus タイリクトガリヌカグモ属：タイリクトガリヌカグモ
  - Calacladus マエキグモ属：ヤマトクビナガコサラグモ
  - Silometopus カラフトコサラグモ属：カラフトコサラグモ
  - Okhotigone マルコブヌカグモ属：マルコブヌカグモ
  - Hypomma フタコブヌカグモ属：フタコブヌカグモ
  - Paratapinocyba ヤマトコナグモ属：クマダヤマトコナグモ
  - Asperthorax ザラアカムネグモ属：ザラアカムネグモ
  - Dicymbium ヒゲナガコサラグモ属：ヒゲナガコサラグモ
  - Glyphesis ミズゴケコサラグモ属：ミズゴケコサラグモ
  - Savignia ズナガヌカグモ属：ズナガヌカグモ
  - Oia オオイサラグモ属：イマデダテテングヌカグモ
  - Araeoncus ヒラヌカグモ属：コサラグモモドキ
  - Diplocephalus ムナキグモ属：ムナキグモ
  - Diplocephaloides オオイムナキグモ属：ハラジロムナキグモ
  - Saitonia ズブトヌカグモ属：ズブトヌカグモ
  - Parasisis タイリクコサラグモ属：タイリクコサラグモ
  - Scotinotylus トドヌカグモ属：トドヌカグモ
  - Ainerigone アイヌコサラグモ属：サイトウヌカグモ
  - Ummeliata アカムネグモ属：セスジアカムネグモオオサカアカムネグモ
  - Nipponotusukuru マジナイケシグモ属：エンザンマジナイケシグモ
  - Tojinium トウジヌカグモ属：ヤマトトウジヌカグモ
  - Oedothorax コブアカムネグモ属：ムツボシミヤマアカムネグモ
  - Kaguragus カグラゴマグモ属：カグラゴマグモ
  - Walckenaeria ツノヌカグモ属：ホッポウツノヌカグモ・チョビヒゲヌカグモ
  - Micrargus ゴマグモ属：クサチゴマグモ・キタゴマグモ
  - Pseudomicragus ホソテゴマグモ属：ホソテゴマグモ
  - Mermessus アメリカナンキングモ属：ナニワナンキングモ
  - Caviphantes ホラヌカグモ属：ホラヌカグモ
  - Aprifrontalia コサラグモ属：コサラグモ
  - Entelecara ホテイヌカグモ属：コウライホテイヌカグモ
  - Asthenargus ウスイロサラグモ属：ヒメウスイロサラグモ
  - Cnathonarium ニセアカムネグモ属：ニセアカムネグモ
  - Gongyldioides ズキンヌカグモ属：ズキンヌカグモ
  - Gomgylidiellum シッチヌカグモ属：シッチヌカグモ
  - Pakiniana テングヌカグモ属：テングヌカグモ
  - Baryphyma グンバイヌカグモ属：グンバイヌカグモ
  - Hylyphantes クロナンキングモ属：イリオモテナンキングモ
  - Baryphymula カマクラヌカグモ属：カマクラヌカグモ
  - Neserigone シマコサラグモ属：ミヤマナンキングモ
  - Nispa アゴヒゲサラグモ属：アゴヒゲサラグモ
  - Erigone ヒザグモ属：ノコギリヒザグモ・ヒゲナガヒザグモ
  - Tmeticus ヌカグモ属：ヌカグモ・ナンキンヌカグモ
  - Collinsia ハクサンコサラグモ属：ハクサンコサラグモ
  - Leptorhoptum シッチサラグモ属：ミダガハラサラグモ
  - Hilaira カラスヌカグモ属：カラスヌカグモ
  - Oreoneta ミヤマカラスヌカグモ属：ミヤマカラスヌカグモ
  - Tibioploides クロサラグモ属：ヤマクロサラグモ
  - Ostearius スソグロサラグモ属：スソグロサラグモ
  - Strandella ヨツボシサラグモ属：ヨツボシサラグモ

### コノハサラグモ亜科
- Micronetinae コノハサラグモ亜科
  - Tallusia サカズキサラグモ属：サカズキサラグモ
  - Doenitzius デーニッツサラグモ属：デーニッツサラグモ
  - Oreonetides シタガタサヤサラグモ属：シタガタサヤサラグモ
  - Arcuphantes ヤミサラグモ属：タマヤミサラグモ・オオスギヤミサラグモ
  - Fusciphantes ナガエヤミサラグモ属：ナガエヤミサラグモ
  - Drapetisca ムレサラグモ属：ムレサラグモ
  - Eldonia オノツノサラグモ属：オノツノサラグモ
  - Tapinopa カナコキグモ属：カナコキグモ
  - Floronia ハナサラグモ属：ハナサラグモ
  - Maro ミヤマケシグモ属：ミヤマケシグモ
  - Ryojius オオイヤマケシグモ属：ヤマトオオイヤマケシグモ
  - Nippononeta ニッポンケシグモ属：カントウケシグモ・ニッポンケシグモ・ツノケシグモ
  - Boiyphantes キテナガグモ属：キテナガグモ
  - Saaristoa カワリマルサラグモ属：ヤマトマルサラグモ
  - Syedra オリヒメサラグモ属：オオイオリヒメサラグモ
  - Agyneta オオケシグモ属：コトヒザグモ
  - Meioneta ケシグモ属：ヒメケシグモ・クロケシグモ
  - Microneta コノハサラグモ属：コノハサラグモ
  - Centromerus マルサラグモ属：マルサラグモ
  - Himalaphantes ヒマラヤヤセサラグモ属：アズミヤセサラグモ
  - Herbiphantes キヌキリグモ属：キヌキリグモ
  - Lepthyphantes ヤセサラグモ属：クボミケシグモ・ヤセサラグモ
  - Sachaliphantes カラフトヤセサラグモ属：カラフトコサラグモ
  - Tenuiphantes ハラクロヤセサラグモ属：ハラクロヤセサラグモ
  - Improphantes ツノウデヤセサラグモ属：ツノウデヤセサラグモ
  - Cresmatoneta アリサラグモ属：アリサラグモ
  - Epibellowia キタヤミサラグモ属：キタヤミサラグモ
  - Wubanoides タイリクツノサラグモ属：タイリクツノサラグモ
  - Solenysa アリマネグモ属：アリマネグモ

### サラグモ亜科
- Linyphiinae サラグモ亜科
  - Porrhomona エゾヤマサラグモ属：エゾヤマサラグモ・ホラアナサラグモ
  - Bathyphantes テナガグモ属：テナガグモ・クロテナガグモ・ヨドテナガグモ
  - Microbathyphantes ミナミテナガグモ属：オガサワラテナガグモ
  - Turinyphia ユノハマサラグモ属：ユノハマサラグモ
  - Taranucus ニシキサラグモ属：ニシキサラグモ
  - Allomengea カナダサラグモ属：カナダサラグモ
  - Estrandia キタサラグモ属：ダイセツサラグモ
  - Kaestneria クロシッチサラグモ属：クロシッチサラグモ
  - Pityohyphantes ワカレサラグモ属：ワカレサラグモ
  - Bathylinyphia ヤマトテナガグモ属：ヤマトテナガグモ
  - Prolinyphia シロブチサラグモ属：シロブチサラグモ・アシナガサラグモ・タイリクサラグモ・フタスジサラグモ
  - Neolinyphia ツリサラグモ属：ツリサラグモ・クスミサラグモ・ハンモックサラグモ
  - Neriene コウシサラグモ属：コウシサラグモ・ヘリジロサラグモ・ヤマジサラグモ・シバサラグモ
  - Microlinyphia マメサラグモ属：オクチサラグモ
  - Oilinyphia ケナガサラグモ属：ケナガサラグモ

その他の種については、以下の項目を参照のこと。
・サラグモ科の属種 (A-H)・サラグモ科の属種 (I-P)・サラグモ科の属種 (Q–Z)